# نبرد نصیبین (۲۱۷ میلادی)
نبرد نصیبین در تابستان ۲۱۷ بین امپراتوری روم تحت فرماندهی ماکرینوس و شاهنشاهی اشکانی تحت فرماندهی اردوان چهارم روی داد. این جنگ وقت‌گیر و سخت سه روز به طول انجامید و نتیجهٔ آن پیروزی اشکانیان بود، گرچه هر دو طرف خسارات زیادی دیدند. در نتیجهٔ این جنگ، ماکرینوس مجبور شد جویای صلح شود و یک مبلغ گزاف به اشکانیان بپردازد و از ادامه حمله به میانرودان صرف نظر کند که کاراکالا یک سال پیش آن را آغاز کرده بود.